# Cornus friedlanderi
Cornus friedlanderi är en kornellväxtart som beskrevs av Warren Herbert Wagner. Cornus friedlanderi ingår i släktet korneller, och familjen kornellväxter. Inga underarter finns listade i Catalogue of Life.